# Olivierus mikhailovi
Espèce
Olivierus mikhailovi est une espèce de scorpions de la famille des Buthidae.

## Distribution
Cette espèce se rencontre en Ouzbékistan et dans le Sud du Kazakhstan.

## Description
Les mâles mesurent de 50 à 52 mm et les femelles de 68 à 75 mm.

## Étymologie
Cette espèce est nommée en l'honneur de Kirill G. Mikhailov.

## Publication originale
- Fet, Kovařík, Gantenbein & Graham, 2021 : « Three new species of Olivierus (Scorpiones: Buthidae) from Kazakhstan and Uzbekistan. » Zootaxa, no 5006(1), p. 54-72.